# Union nationale agraire bulgare
L’Union nationale agraire bulgare (UNAB, en bulgare : Българският земеделски народен съюз; БЗНС) est un parti politique bulgare qui représente les causes paysannes.

## Historique
Son influence est au plus fort entre 1900 et 1923, dominant, avec son leader Alexandre Stambolijski, la scène politique bulgare. En pratique, le parti rassemble les masses prolétaires du début du XXe siècle, mais il se consacre essentiellement aux questions concernant l’agriculture et les ouvriers agricoles, plutôt qu’à l’industrie et ses ouvriers. L’UNAB, est l'un des premiers et plus puissants partis paysans de l’Europe de l’Est.